# Lobesia botrana
La tignoletta dell'uva, o tignoletta della vite (Lobesia botrana (Denis & Schiffermüller, 1775)), è un lepidottero tortricide, noto per i gravi danni che arreca nutrendosi degli acini dell'uva. Insieme alla tignola dell'uva (Eupoecilia ambiguella) costituisce una delle principali avversità entomologiche della vite.

## Distribuzione ed importanza
È una specie polifaga, ma economicamente importante solo sulla vite, dove può svolgere tutto il suo ciclo.
In Italia è diffusa in tutta la penisola, spingendosi fino ai paesi del mediterraneo. Le prime segnalazioni in Europa si sono avute dalla fine del XIX secolo. Nonostante prediliga ambienti caldi-secchi è spesso presente anche nell'Italia settentrionale dove coesiste con  Eupoecillia ambiguella.

## Morfologia

### Uovo
L'uovo, dal diametro di 0,6 – 0,7 mm è lenticolare, appiattito, subrotondo e viene deposto sui bottoni fiorali nella prima generazione, sugli acini nelle successive. Di colore giallastro alla deposizione diventa in seguito grigio chiaro per poi imbrunire da una parte nello stadio di "testa nera" ed annerire in prossimità della schiusura. Una femmina può deporre fino a un centinaio di uova.

### Larva
La larva neonata ha colorazione biancastra o nocciola chiaro, con capo tendente al bruno, mentre le larve mature che misurano circa 9-10 mm di lunghezza  (V stadio) hanno colorazione generalmente giallo – verdastra, anche se la variabilità è molto elevata.

### Pupa
La crisalide o pupa è di colore bruno – rossastro, avvolta da un bozzolo sericeo biancastro. Le dimensioni, generalmente maggiori nelle femmine, variano da 4 a 6 mm.

### Adulto
L'adulto è una farfalla con un'apertura alare di 10 – 15 mm, di colore grigio con variegature giallo-brunastre e azzurre che disegnano una livrea intensamente marmorizzata.

## Ciclo biologico
Lobesia botrana compie solitamente 3 generazioni annue; in alcune regioni italiane (Puglia, Lazio, Sardegna) come anche in Grecia e in Portogallo è possibile osservare una 4ª generazione. Eccezionalmente, si sono avute 4 generazioni anche in Nord Italia.
L'insetto sverna come crisalide protetta da un bozzolo sericeo nascosto sotto il ritidoma della vite o di altre piante ospiti.
A partire dalla seconda metà di aprile e per tutto il mese di maggio si ha il primo volo degli adulti dotati di prevalente attività crepuscolare. Dopo 3–4 giorni, le femmine fecondate ovidepongono sui bottoni fiorali o su altre parti dell'infiorescenza. Ogni femmina può deporre da 40 a 100 uova. Dopo 7 – 10 giorni le larve sgusciano dall'uovo e penetrano all'interno dei boccioli fiorali nutrendosene e avvolgendoli con fili sericei formando dei glomeruli. La prima generazione larvale viene detta antofaga.
Dopo 20 – 30 giorni le larve si incrisalidano per 10 - 15 giorni sotto le cortecce o nei glomeruli da loro stesse creati e verso metà giugno -  inizio luglio si ha lo sfarfallamento degli adulti di 2° volo che ovidepongono sugli acini ben formati, dando origine alle larve di 2ª generazione (larve carpofaghe).
La 2ª generazione (detta carpofaga) vive a spese degli acini, dove gli adulti ovidepongono. Dopo un'incubazione di 4 – 5 giorni le larve iniziano la loro attività trofica nutrendosi dell'uva, penetrando nell'acino da una parte ed uscendo dall'altra per entrare nell'acino successivo.
Solitamente si ha una terza generazione con comparsa degli adulti nella seconda metà di agosto e in settembre con possibilità di un'ulteriore generazione in Italia meridionale e in condizioni climatiche favorevoli. In seguito le larve di terza o di quarta generazione, dopo aver esercitato attività trofica sugli acini in maturazione, si incrisalidano in un anfratto della corteccia e superano l'inverno avvolte da un bozzolo sericeo.
L'attività degli adulti è prevalentemente crepuscolare e favorita da temperature superiori ai 15 °C con un optimum intorno ai 25 °C, mentre per lo sviluppo embrionale sono sufficienti 9 °C. Le femmine mostrano un incremento dell'attività di volo e dell'ovideposizione con valori di umidità relativa compresi tra il 40 e il 70%; al di sotto del 40% la percentuale di uova schiuse diminuisce notevolmente.
Lobesia botrana è stata segnalata anche su specie dei generi Clematis, Crataegus, Ligustrum, Mirthus, Rhamnus, Ribes, Viburnum, Ziziphus, nonché su olivo e kiwi.

## Danni
La prima generazione non comporta quasi mai danni economicamente rilevanti in quanto gli attacchi sono raramente di intensità elevata, inoltre l'erosione di una parte dei fiori è compensata da una crescita maggiore degli altri acini. In alcune varietà con grappoli molto serrati questa azione può addirittura rivelarsi positiva.
La seconda generazione è invece più problematica perché le larve si nutrono degli acini penetrandovi e svuotandoli. Questo, oltre al danno diretto di perdita di produzione, provoca anche danni indiretti favorendo l'instaurarsi di patogeni fungini quali botrite e marciume acido oltre ad attirare vespe e moscerini della frutta.
L'azione trofica a spese degli acini è grave in particolare sulle uve da tavola, nelle quali anche un danno estetico limitato può causare un grave deprezzamento del prodotto.
Gli attacchi delle larve di terza generazione sono simili ai precedenti e risultano pericolosi in particolare per le cultivar a maturazione tardiva.

## Metodi di lotta

### Valutazione della necessità di intervento
Nell'agricoltura moderna i trattamenti, dovrebbero essere subordinati al raggiungimento di determinate soglie critiche di intervento.
È quindi opportuno eseguire appositi campionamenti controllando circa 100 grappoli per ettaro di vigneto. I grappoli dovranno essere scelti casualmente, su diversi ceppi, in punti diversi del vigneto. Tali campionamenti dovranno essere effettuati alla fioritura (1ª generazione della tignoletta), alla formazione degli acini (2ª generazione) e tra l'invaiatura e la maturazione (3ª generazione).
Per la Lobesia botrana le soglie di intervento sono:
- 1ª generazione: intervento in genere non necessario, intervenire solo se i grappolini infestati sono più del 40%
- 2ª generazione: intervenire al raggiungimento di 5 larve ogni 100 grappoli, scendendo a 2-3 larve se la varietà in questione presenta grappoli molto compatti
- 3ª generazione: come per la seconda generazione

### Impiego delle trappole a feromoni
Per definire il momento ottimale di intervento, sia esso con mezzi chimici che con mezzi biologici, in alternativa o in complemento all'osservazione dei grappoli è utile determinare l'attività di volo dei maschi. A questo scopo vengono impiegate apposite trappole a ferormoni, in grado di attrarre i maschi e di intrappolarli, tramite colla entomologica, per permetterne il conteggio.
Le trappole vengono installate ad inizio aprile, in numero di 3-4 ad ettaro e vanno controllate settimanalmente. Le catture della prima generazione sono solo indicative dell'andamento della popolazione esistente, in quanto non sono generalmente richiesti interventi specifici.
Per le generazioni successive viene considerato opportuno intervenire quando si raggiunge la soglia di 15-20 maschi catturati per trappola per settimana.

### Lotta chimica
Esistono diversi principi attivi efficaci contro Lobesia botrana, e il loro impiego può essere distinto in relazione alle fasi di sviluppo dell'insetto.
Per evitare l'insorgere di fenomeni di resistenza è opportuno variare, di anno in anno, i prodotti impiegati. Attualmente, i trattamenti chimici rientrano in un'ottica di gestione integrata del vigneto e vengono pertanto combinati con interventi microbiologici (in particolare Bacillus thuringiensis), difesa dei nemici naturali dell'insetto, confusione sessuale e rispetto delle soglie economiche (di attenzione, di intervento e di danno).
A scopo informativo, vengono comunque riportati i principi attivi da impiegare nelle varie fasi di sviluppo dell'insetto, ricordando però che è sempre opportuno considerare le soglie di intervento e gli altri metodi di lotta disponibili.
| Fase di intervento     | Principi attivi da impiegare                      | Note |
| ---------------------- | ------------------------------------------------- | --- |
| Deposizione delle uova | Metoxifenozide Flufenoxuron Lufenuron Acetamiprid | Intervenire 2-3 giorni dopo l'attività di volo. Flufenoxuron presenta attività anche verso le cicaline della vite                                         |
| Uovo - testa nera      | Tebufenozide Indoxacarb Acetamiprid               | Nel caso di tebufenozide è opportuno effettuare un controllo dopo 2 settimane. In questa fase vengono effettuati i trattamenti con Bacillus thuringiensis |
| Prime larve            | Acetamiprid                                       | Agisce sia per contatto che per ingestione |

### Lotta biologica
Esistono numerosi organismi (funghi, batteri, virus, artropodi) in grado di limitare la popolazione di Lobesia botrana. Alcuni di questi sono proficuamente impiegabili nelle strategie di lotta biologica, altri fanno parte dell'agroescosistema e vanno pertanto tutelati con un'attenta gestione delle strategie di lotta per evitare effetti dannosi contro organismi utili nel contenimento dei fitofagi.
Gli antagonisti naturali di Lobesia botrana possono essere distinti in:
Parassitoidi
- Hymenoptera Ichneumonidae
  - Dicaelotus inflexus
  - Itoplectis alternans
  - Itoplectis tunetana
  - Pimpla spuria
  - Pimpla turionellae
  - Campoplex capitator
  - Tranosemella prerogator
  - Venturia canescens
  - Ischnus alternator
  - Gelis cinctus
  - Gelis areator
  - Agrothereutes abbreviator
  - Theroscopus hemipterus
  - Bathyrix decipiens
  - Bathyrix argentatus
  - Triclistus albicinctus
  - Exochus tibialis
  - Pristomerus vulnerator
- Hymenoptera Braconidae
  - Agathis malvacearum
  - Aleiodes sp.
  - Apanteles albipennis
  - Ascogaster quadridentata
  - Ascogaster rufidens
  - Bassus linguarius
  - Bracon mellitor
  - Bracon (Glabrobracon) admotus
  - Chelonus sp.
  - Colastes sp.
  - Habrobracon concolorans
  - Habrobracon hebetor
  - Habrobracon pillerianae
  - Meteorus sp.
  - Microgaster rufipes
  - Microplitis tuberculifer
  - Therophilus tumidulus
- Hymenoptera Pteromalidae
  - Dibrachus affinis
  - Dibrachus cavus
  - Habrocytus sp.
  - Frigomalus chrysos
- Hymenoptera Torymidae
  - Monodontomerus sp.
- Hymenoptera Eulophidae
  - Colpoclypeus florus
  - Sympiesis sandanis
  - Eutetrastichus amethystinus
  - Elachertus affinis
  - Elasmus steffani
- Diptera Tachinidae
  - Actia pilipennis
  - Eurysthaea scutellaris
  - Phytomyptera nigrina

Predatori
Molti aracnidi sono attivi predatori di insetti. Per quanto riguarda la tignoletta dell'uva ricordiamo:
- Arachnida Salticidae
  - Philaeus chrysops
- Arachnida Clubionidae
  - Chyrachanthium sp.
- Arachnida Therididae
  - Steatoda bipunctata
- Arachnida Acarina Thrombidiidae
  - Allothrombium fuliginosus

Tra gli insetti che svolgono un'attività predatoria verso Lobesia botrana troviamo:
- Dermaptera Forficulidae
  - Forficula auricularia
- Coleoptera Malachiidae
  - Malachius sp.
- Neuroptera Chrysopidae
  - Chrysoperla carnea
  - Mallada prasinus
- Diptera Syrphidae
  - Xanthandrus comtus

Patogeni
Alcuni agenti patogeni sono sfruttati con successo nella lotta biologica verso numerosi fitofagi. I seguenti sono stati segnalati come attivi verso le larve di Lobesia botrana
- Funghi
  - Beauveria bassiana
  - Verticillium lecanii
  - Paecilomyces lilacinus
  - Paecilomyces farinosus
  - Metarhizium anisopliae
- Batteri
  - Bacillus thuringiensis
- Virus
  - CPV: Cytoplasmic polyedriosis virus

### Confusione sessuale
La confusione sessuale, tecnica di lotta ampiamente usata in agricoltura, ha l'obiettivo di impedire la riproduzione della specie utilizzando falsi richiami sessuali. Questo metodo si è rilevato particolarmente utile contro i lepidotteri e può essere proficuamente impiegato anche contro la tignoletta dell'uva.
A questo scopo vengono posti appositi distributori di feromone, in numero di 500 ad ettaro uniformemente su tutto l'appezzamento, in modo che ogni diffusore copra una superficie di circa 20m2. Nel caso di vigneti in pendenza invece, è opportuno concentrare il 70% degli erogatori nella parte alta del vigneto e distribuire il rimanente 30% in modo uniforme nella restante parte.
Per un'azione efficace è bene porre i diffusori all'altezza del grappolo, che svolgera una funzione di protezione nei confronti della radiazione solare diretta e delle alte temperature.
Il momento migliore per l'applicazione dei diffusori è all'inizio del primo volo stagionale dell'insetto, assicurandosi che i diffusori rilascino feromone fino alla fine di settembre, in modo da colpire anche la terza generazione e limitare così la popolazione svernante, riducendo quindi la successiva popolazione primaverile.

### Esempio di gestione integrata
La seguente tabella riporta un esempio di gestione integrata della Lobesia botrana, evidenziando i controlli e gli interventi da compiere nelle varie fasi fenologiche della vite.
| Periodo                        | Controlli da effettuare | Principi attivi impiegabili          | Note |
| ------------------------------ | --- | ------------------------------------ | --- |
| Marzo                          | Nessun controllo specifico | Erogatori di feromoni                | Posizionare i dispenser secondo quanto riportato per la confusione sessuale |
| Da bottoni fiorali a fioritura | Dopo l'individuazione della curva di volo degli adulti con le trappole a feromoni, rilevare la presenza di grappoli con uova, larve e fori di penetrazione | Indoxacarb Lufenuron Flufenoxuron    | Impiegare lufenuron e flufenoxuron all'inizio delle ovideposizioni. Gli altri nella fase “testa nera” o sulle prime larve                                                                             |
| Maturazione                    | Controllare le trappole a feromoni e contare i fori o le larve su 100 grappoli                                                                             | Bacillus thuringiensis var. kurstaki | È consigliabile evitare trattamenti con prodotti chimici in prossimità della raccolta. Impiegando B. thuringiensis, per una migliore efficacia, si deve intervenire nella fase larvale di testa nera. |